# Botafogo Futebol Clube (Cordinhã)
O Botafogo Futebol Clube é um clube de futebol português da freguesia da Cordinhã, Município de Cantanhede, distrito de Coimbra. Seu nome foi inspirado no tradicional clube desportivo Botafogo de Futebol e Regatas do Rio de Janeiro, Brasil, e seu emblema foi inspirado no Botafogo Futebol Clube da cidade de Ribeirão Preto, no estado de São Paulo. O clube foi fundado em 1971 e o seu presidente atual chama-se Nélio Ventura.[carece de fontes?] Seu estádio é o Campo de Gândara, e atualmente é patrocinado pela HZPC Unipessoal Lda.[carece de fontes?] No biénio 2011-2012, participou da Divisão de Honra da Associação de Futebol de Coimbra.